# Blavet (Bretagne)
Der Blavet ist ein Küstenfluss in der Bretagne, im Nordwesten von Frankreich.

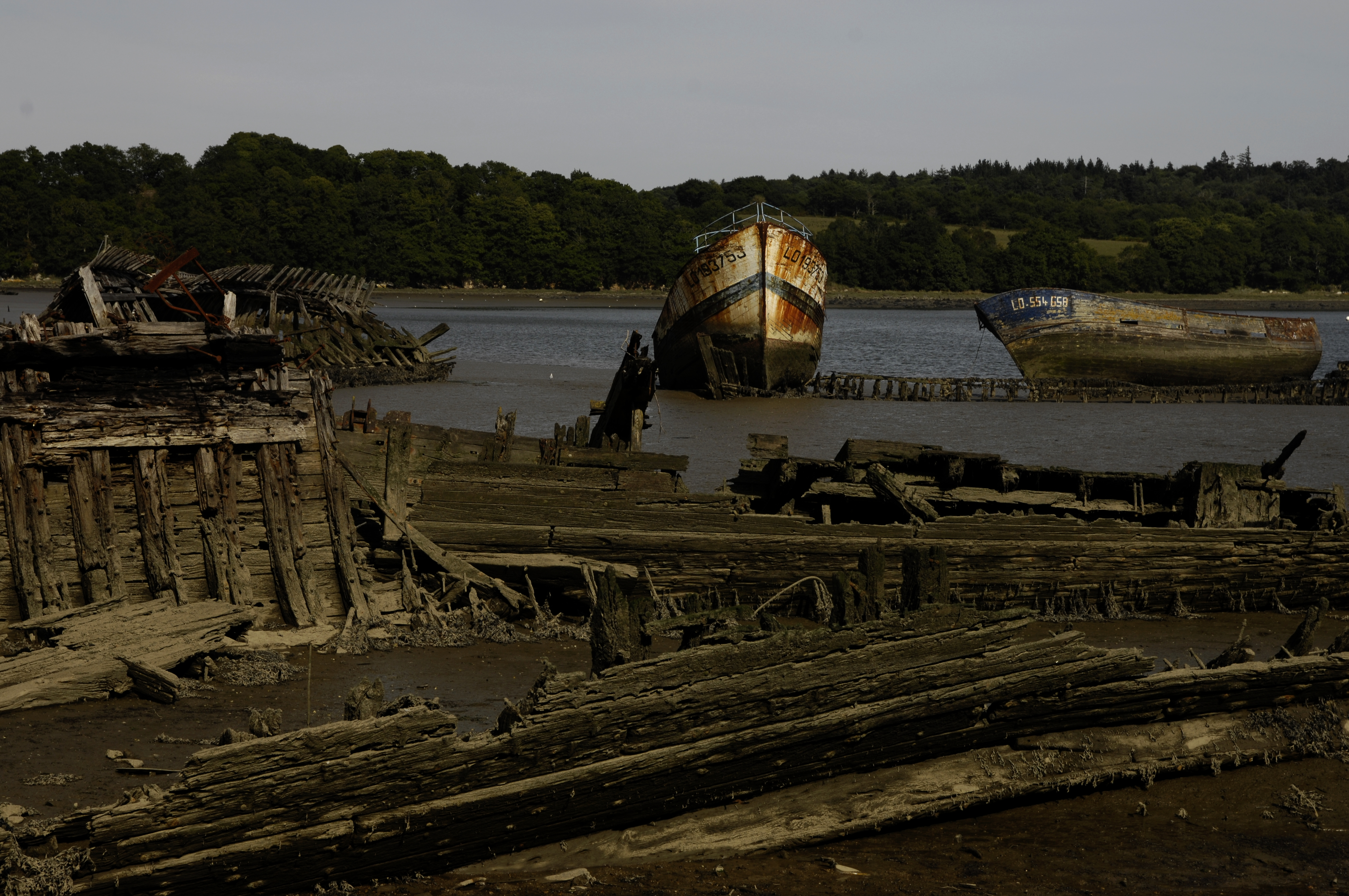
Schiffsfriedhof am Blavet, an der Brücke von Le Bonhomme, nahe bei Lanester

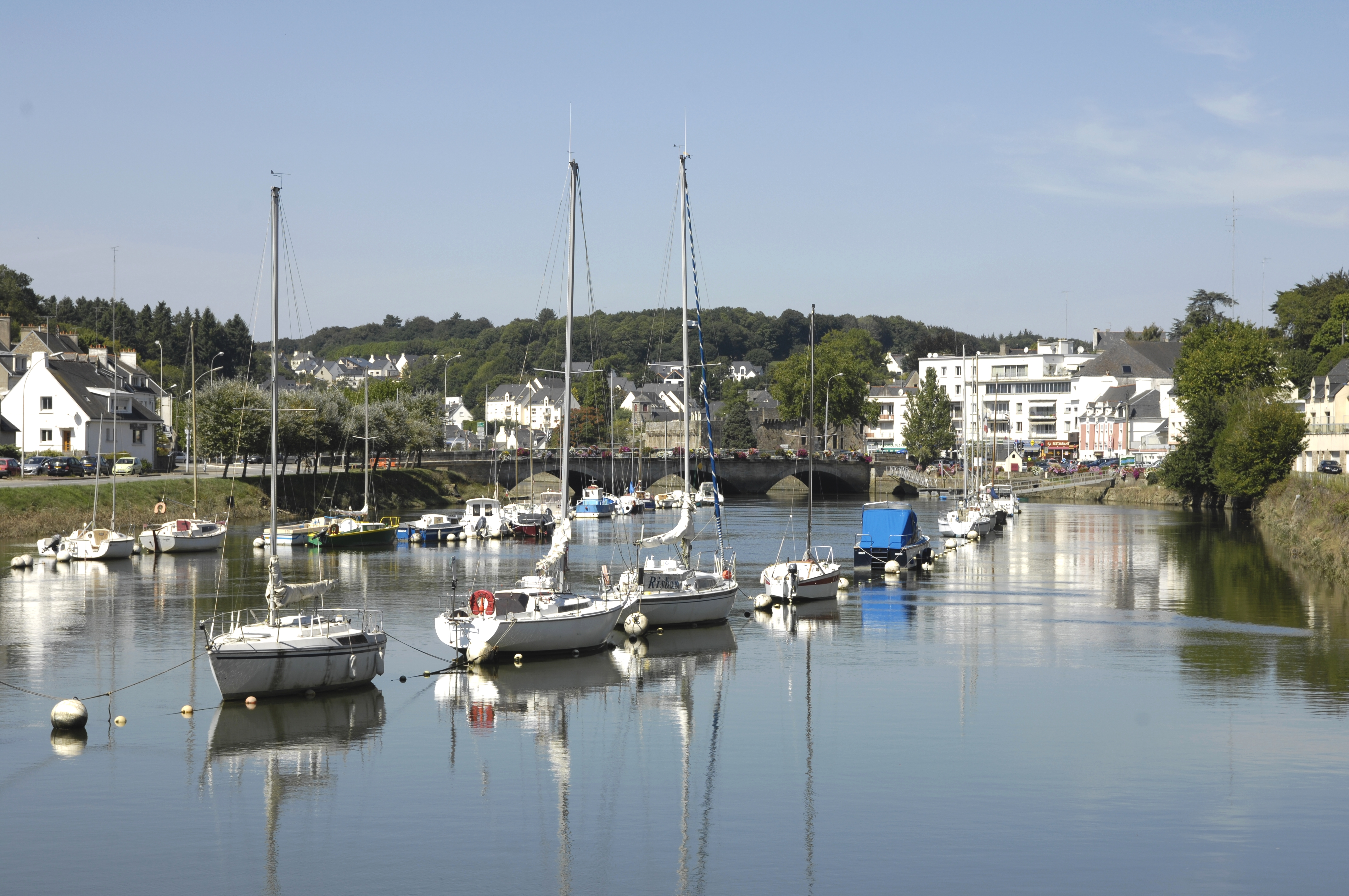
Hafen von Hennebont am Blavet

## Geografie
Die Quelle des Blavet liegt im Gemeindegebiet von Bourbriac im Département Côtes-d’Armor. Der Fluss trifft bei Gouarec auf den Canal de Nantes à Brest, nimmt den Daoulas auf und fließt südlich in das Département Morbihan. Dort berührt er Pontivy, wo sich der Canal de Nantes à Brest in zwei Arme teilt, deren einer als Canal du Blavet den weiteren Verlauf des Flusses bis Hennebont bildet. Am Ende seines Laufs bildet der Blavet die Bucht Rade de Lorient, der von Norden kommend der Scorff zufließt, und mündet nach rund 149 Kilometern bei Port-Louis in den Atlantischen Ozean. Er speist auf seinem Weg die Seen
- Étang du Blavet
- Étang du Kerné-Uhel
- Stausee von Guerlédan

## Schifffahrt
Der Fluss wurde durch Schleusen kanalisiert und ist daher in seinem Unterlauf für die Schifffahrt geeignet. Heute sind noch 28 Schleusen zwischen Pontivy und der Mündung in Betrieb. Nördlich von Pontivy ist der Blavet Teil des Canal de Nantes à Brest, der jedoch Richtung Brest nicht mehr befahren werden kann. Auf diesem Kanal kann man jedoch Richtung Osten weiterfahren, zum Beispiel nach Rohan oder Redon. Unterhalb von Hennebont ist der Fluss von den Gezeiten beeinflusst und zählt zu den Seewasserstraßen.

## Orte am Fluss
- Saint-Nicolas-du-Pélem
- Gouarec
- Pontivy
- Hennebont
- Inzinzac-Lochrist
- Lorient
- Port-Louis